# Max Fleissig
Miksa (Max) Fleissig (nascut el 10 de novembre de 1845, a Csenger – data de la mort desconeguda, però no anterior a 1913), fou un jugador d'escacs jueu hongarès, nascut en territori del llavors Regne d'Hongria, dins l'Imperi Austríac. Era el germà gran de Bernhard Fleissig.

## Resultats destacats en competició
Tot i que no va ser un dels principals jugadors de la seva època, el Dr. Maximilian Fleissig va participar en alguns torneigs importants. Va empatar als llocs 7è-8è al Torneig Internacional de Viena 1873 (els campions foren Wilhelm Steinitz i Joseph Henry Blackburne), jugà (puntuant 5½/12) a Viena 1875 (el campió fou Philipp Meitner), i empatà als llocs 4t-7è a Viena 1882 (el campió fou Vincenz Hruby). El 1913, amb 68 anys, va ser capaç de guanyar el vigent campió del món Emanuel Lasker en una exhibició de simultànies que aquest darrer feu a Alemanya.

## Contribucions a la teoria dels escacs
El seu nom és vinculat al gambit Fleissig dins la siciliana (1.e4 c5 2.d4 cxd4 3.c3).